# Trypanosoma cruzi
Espèce
Trypanosoma cruzi, ou Schizotrypanum cruzi, est une espèce de parasites de l'ordre des Trypanosomatida. Elle peut infecter plusieurs mammifères dont l'humain, chez qui elle est responsable de la maladie de Chagas (également appelée trypanosomiase américaine), principalement présente en Amérique du Sud. Le parasite est transmis par les fèces de réduves (punaises des genres Triatoma, Rhodnius ou Panstrongylus). Elle peut aussi affecter l'opossum.

## Liste des sous-espèces
- T. c. cruzi
- T. c. marinkellei

## Cycle de vie

### Chez l'insecte vecteur
Le parasite est absorbé par le réduve lorsqu'il pique une victime, humaine ou animale, contaminée par Trypanosoma cruzi sous sa forme trypomastigote, circulant dans le sang. Une fois dans la partie médiane de l'intestin de l'animal, T. cruzi se développe et se multiplie sous sa forme épimastigote. Il est ensuite retrouvé dans l'ampoule rectale du réduve sous sa forme trypomastigote métacyclique (forme proche de la forme circulante chez l'hôte vertébré, et forme infectieuse pour l'homme). On retrouve cette dernière forme dans les fèces du réduve. Un réduve infecté par T. cruzi peut potentiellement rester contaminant toute sa vie.
Il faut environ 3 semaines entre la piqûre infectant l'animal et l'émission des premiers parasites dans les fèces.

### Transfert de l'insecte à l'humain
Contrairement au cas des trypanosomes africains, T. cruzi n'est pas injecté par le proboscis de l'insecte. Lorsque le réduve pique, il émet en même temps des fèces, contenant le parasite. L'insecte pique souvent près de muqueuses (du visage, notamment les yeux), et la victime se contamine en grattant l'endroit de la piqûre, mettant en contact les fèces infectées avec la plaie due à la piqûre de l'insecte, ou avec d'autres blessures, les yeux ou la bouche. Elle peut aussi être transmise par l'ingestion de nourriture ou de boisson contaminés par les fèces de réduve ou d'opossum infectés.

### Chez l'humain
À l'intérieur de l'hôte vertébré, les formes trypomastigotes envahissent les cellules, dans lesquelles elle se différencient dans des formes amastigotes intracellulaires. Les amastigotes se multiplient par fission binaire et se différencient en trypomastigotes, puis sont relâchés dans la circulation sanguine.
Les trypomastigotes infectent les cellules de divers tissus et se retransforment en amastigotes intracellulaires dans les nouveaux sites d'infection. Les signes cliniques peuvent résulter de ce cycle infectieux.
Les formes trypomastigotes circulantes ne se répliquent pas (différence avec les Trypanosoma brucei). Il y a réplication uniquement lorsque le parasite entre dans une autre cellule ou est ingérée par un nouveau réduve.

### Autres modes de transmission
Trypanosoma cruzi peut aussi être transmis de la mère au fœtus durant la grossesse, par la transfusion de sang contaminé, par la transplantation d'organes contaminés ou durant des accidents de laboratoire.

## Pathologie
La maladie de Chagas est une maladie provoquée par Trypanosoma cruzi. Elle évolue en deux phases : une phase aigue et une phase chronique.
La phase aigue est généralement asymptomatique. Les symptômes les plus courants sont la fièvre, les céphalées, l'adénopathie, la pâleur, des douleurs musculaires, des difficultés à respirer et des douleurs abdominales et thoraciques. Elle provoque parfois l'œdème des paupières d'un oeil, il s'agit du signe de Romaña.
La phase chronique apparaît 10 à 30 ans après l'infection. Chez 10 % des patients, elle se caractérise par des troubles du système digestif, et chez 33 % des patients, elle provoque des troubles cardiaques, dont l'arythmie cardiaque.
Le nifurtimox et le benznidazole sont des traitements efficaces pour guérir de la maladie si donnés durant la phase aigue de l'infection. Ces médicaments sont cependant contrindiqués chez les personnes enceintes ou atteinte d'insuffisance rénale. Des traitements spécifiques peuvent être utilisés pour éviter ou réduire les symptômes cardiaques et digestifs de la phase chronique de la maladie.